# Pásztor Ákos
Pásztor Ákos (Miskolc, 1991. június 24. –) magyar válogatott kézilabdázó, a Ceglédi KKSE játékosa.

## Pályafutása
Pásztor Ákos Miskolcon kezdett kézilabdázni, innen került 16 évesen a Dunaferr SE-hez. Dunaújvárosban először az utánpótlás csapatokban szerepelt, majd 2010-ben játszhatott először a felnőttek között az első osztályban egy mérkőzést. A 2010–2011-es szezonban alapembere lett az anyagi gondokkal küzdő dunaújvárosi csapatnak, és az EHF-kupában is pályára lépett. A Dunaferr SE a szezon végén kiesett az NB1-ből, Pásztor pedig a Tatabánya KC-hoz igazolt. Azóta több évben is részt vehetett az EHF-kupában a tatabányai csapattal.
A válogatottba először 2014-ben hívta be Talant Dujsebajev szövetségi kapitány, egy Egyiptom elleni felkészülési mérkőzésre. Ezután pályára lépett az Európa-bajnoki selejtezőkön is, amelyet sikerrel vívott meg a válogatott, így Pásztor is pályára léphetett életében először egy felnőtt világeseményen, a 2016-os Európa-bajnokságon.